# Bergshamra, Solna kommun
Ej att förväxla med Bergshamra, Norrtälje.

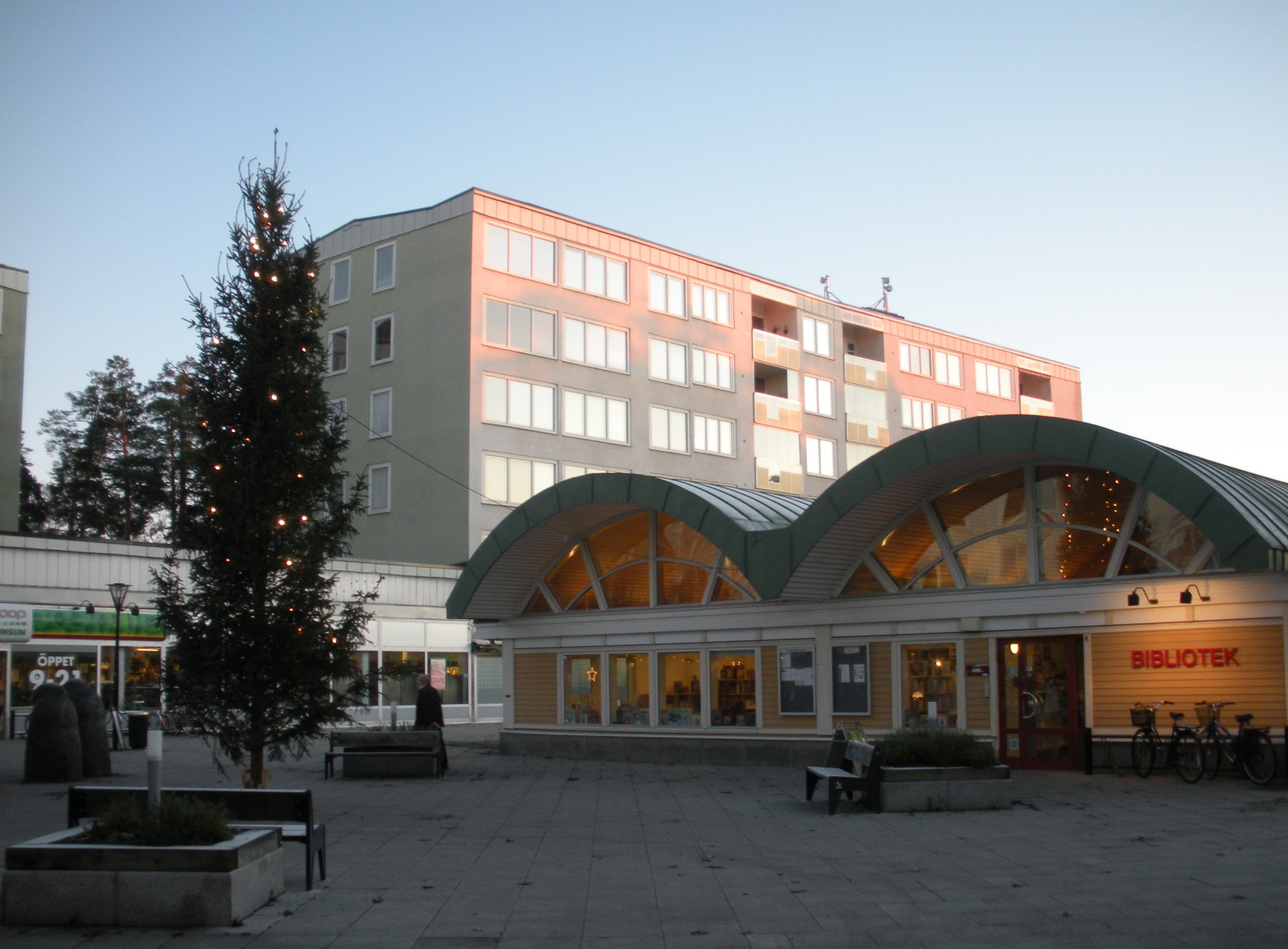
Bergshamra centrum.

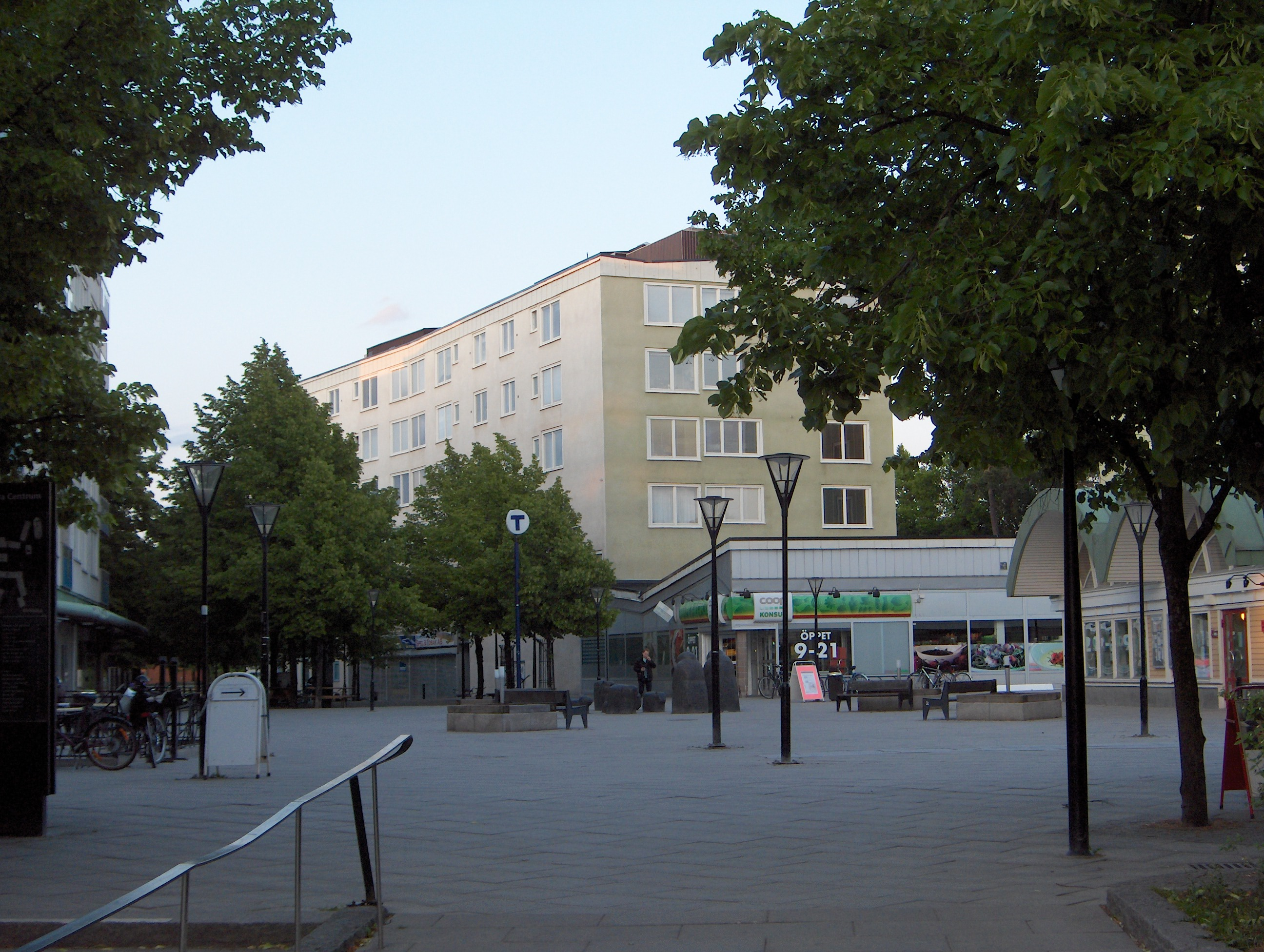
Bergshamra centrum, 2011.

Bergshamra är en stadsdel i Solna kommun, Stockholms län. Den utgör den nordostliga delen av Solna kommun och gränsar i väster till stadsdelen Ulriksdal, i norr till Edsviken (med broförbindelse till Stocksund, Danderyds kommun), i öster till Lilla Värtan och i söder till Brunnsviken (med broförbindelse över Ålkistan till Norra Djurgården, Stockholms kommun). Bergshamra ligger i sin helhet i Nationalstadsparken.

## Historia

### Äldre historia

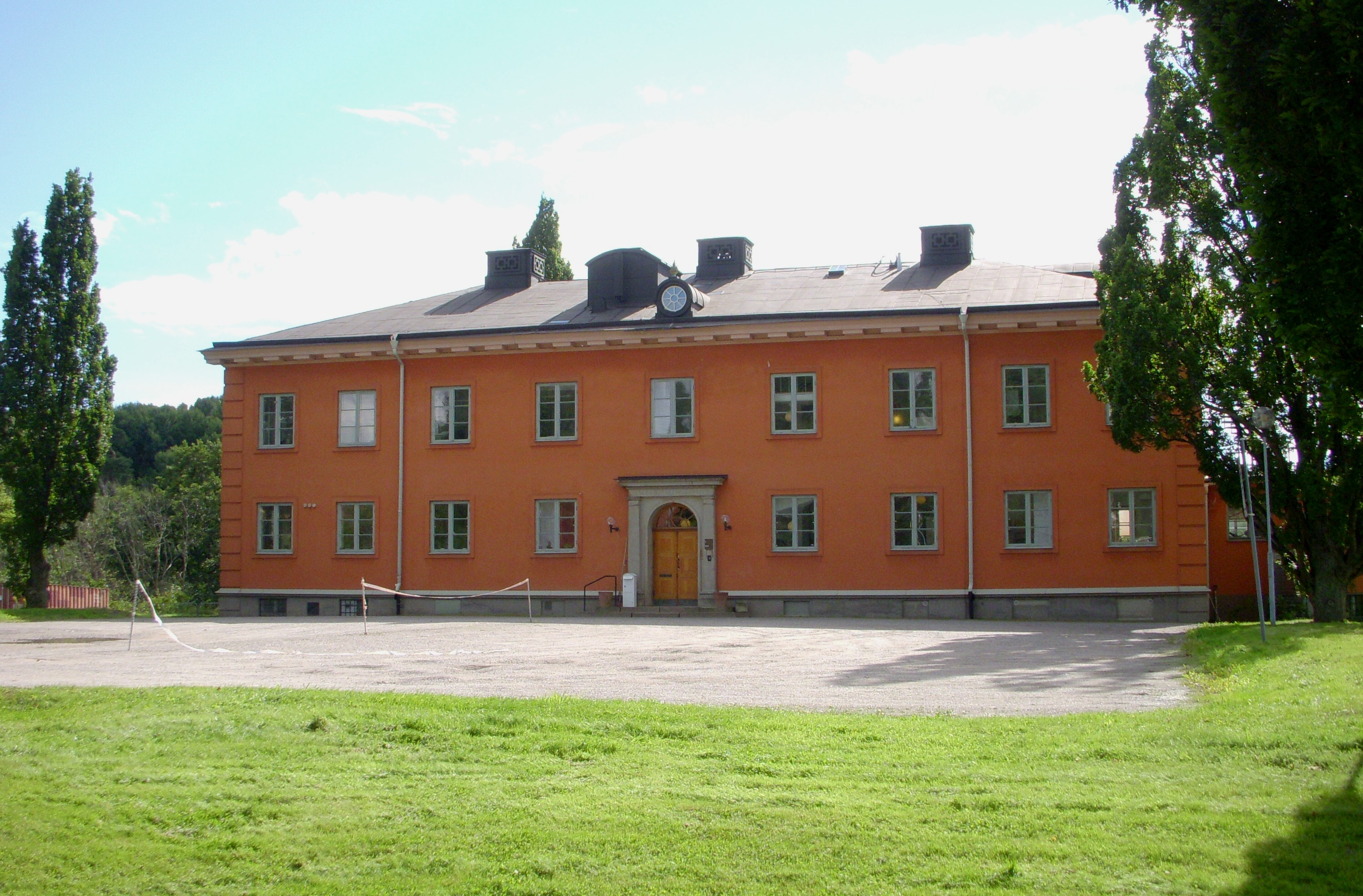
F.d. Institutet för husdjursförädling vid Pipers väg i södra Bergshamra.

På platsen för dagens stadsdel fanns gårdarna Bergshamra, Sveden och Stocksundstorp. Men stadsdelen Bergshamra räknar sin historia från Bergshamra gård, som omnämns i Gustav Vasas jordeböcker på 1530-talet men under reformationen drogs in från kyrkan till Kronan. Efter att ha donerats till en privatperson drogs gården än en gång in till staten under reduktionen på 1680-talet. Bergshamra kom att höra till Ulriksdals kungsgård, men uppläts till hovrådet Samuel Barck av änkedrottningen Hedvig Eleonora år 1707 som arrendefideikommiss.
Tivoliudden i södra Bergshamra, med utsikt över Brunnsviken, anlades under Gustav III:s tid. Karl XV, som disponerade Ulriksdals slott från 1857, arrenderade Bergshamra gård för experimentellt jordbruk och lät bygga sommarvillor åt sina bekanta i södra Bergshamra. Bergshamra gård fanns i släkten Barks ägo ända fram till 1917. Staten tvångsinlöste gården 1917 på grund av misskötsel.
Staten hade planer på att anlägga en villastad för statstjänstemän i Bergshamra. Planerna övergavs dock. Bergshamra gårds huvudbyggnad användes som kontor för den nybildade myndigheten Statens centrala frökontrollanstalt, men byggnaden var för liten, och den revs 1930. Då uppfördes byggnader för Statens centrala frökontrollanstalt och Institutet för husdjursförädling. Den senare övertogs 1936 av Statens Växtskyddsanstalt. Det fanns ända fram till 1965 mjölkbönder i den södra delen av stadsdelen.
Karl XV lät på 1860-talet uppföra en inspektörsbyggnad, ca 50 meter från huvudbyggnaden. Den kom efter ett tag att kallas för Bergshamra gård, samtidigt som den riktiga huvudbyggnaden kallades för Ryska villan. På grund av mycket hårt angrepp av ohyra i huset, rev man det 1980 och byggde upp en ny kopia.

### Den moderna stadsdelen

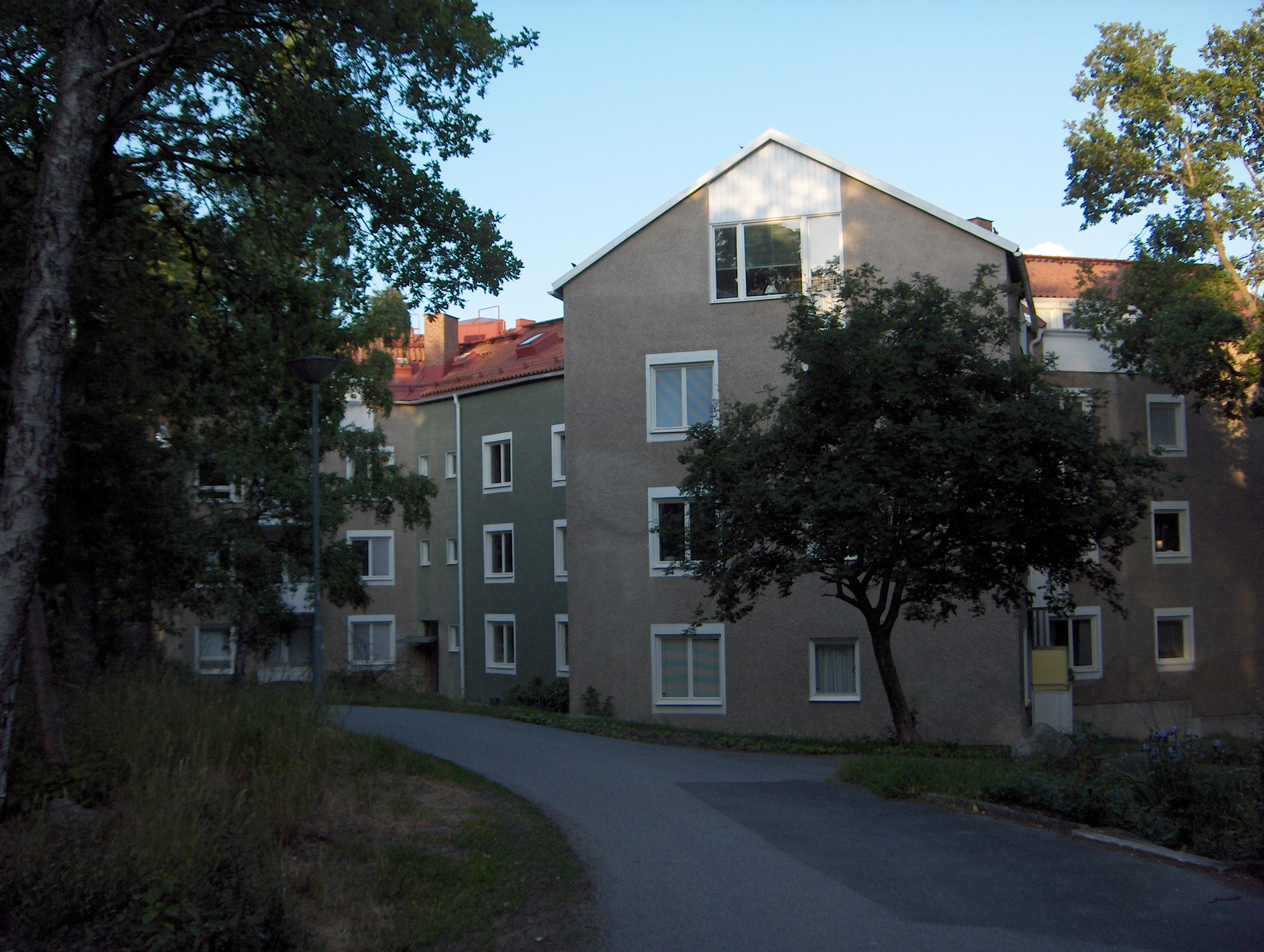
Ett av stjärnhusen i norra Bergshamra, uppförda 1953–55. Arkitekter Sven Backström och Leif Reinius.

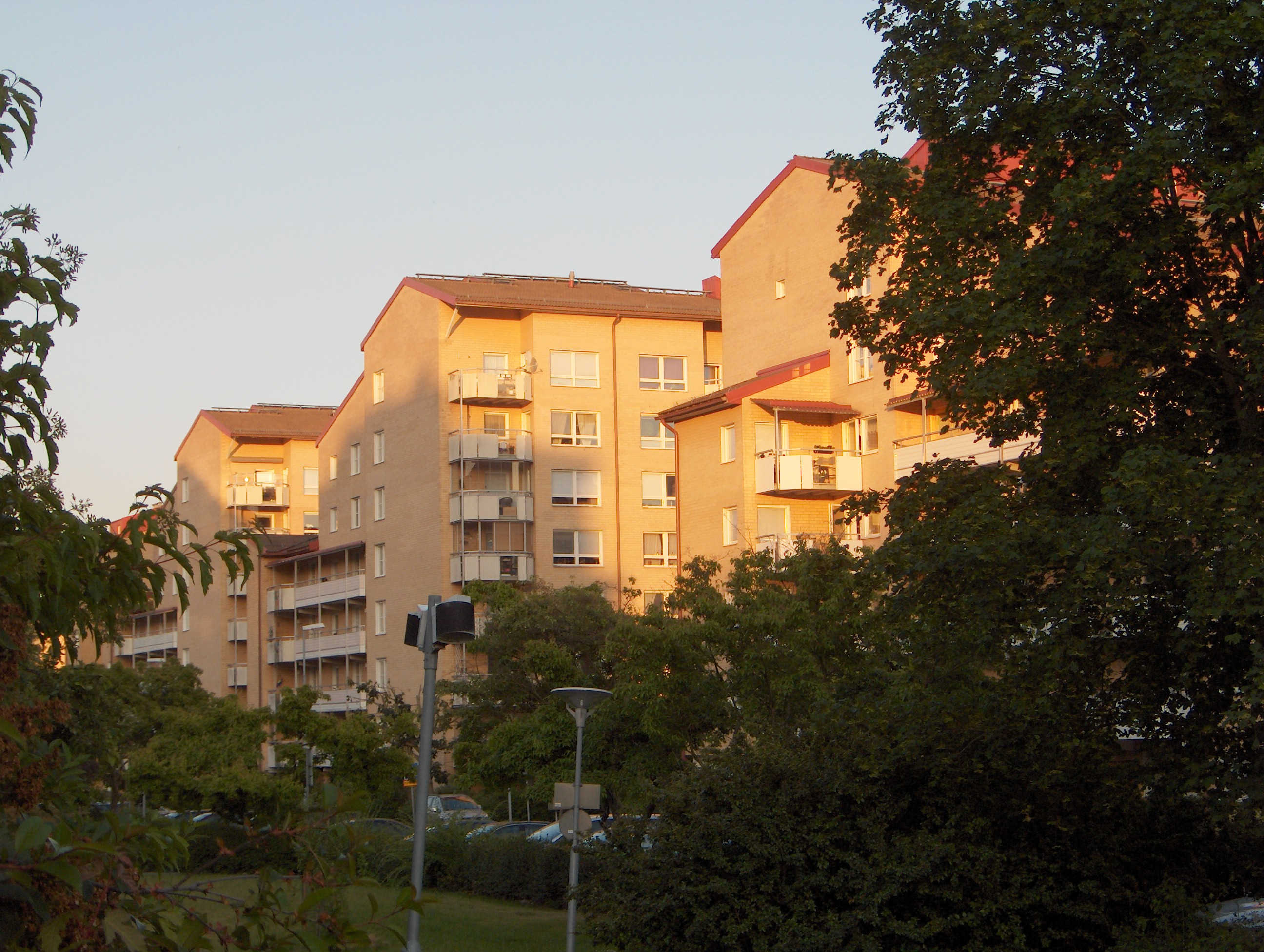
Hus på Åbergssons väg i södra Bergshamra, uppförda kring 1990.

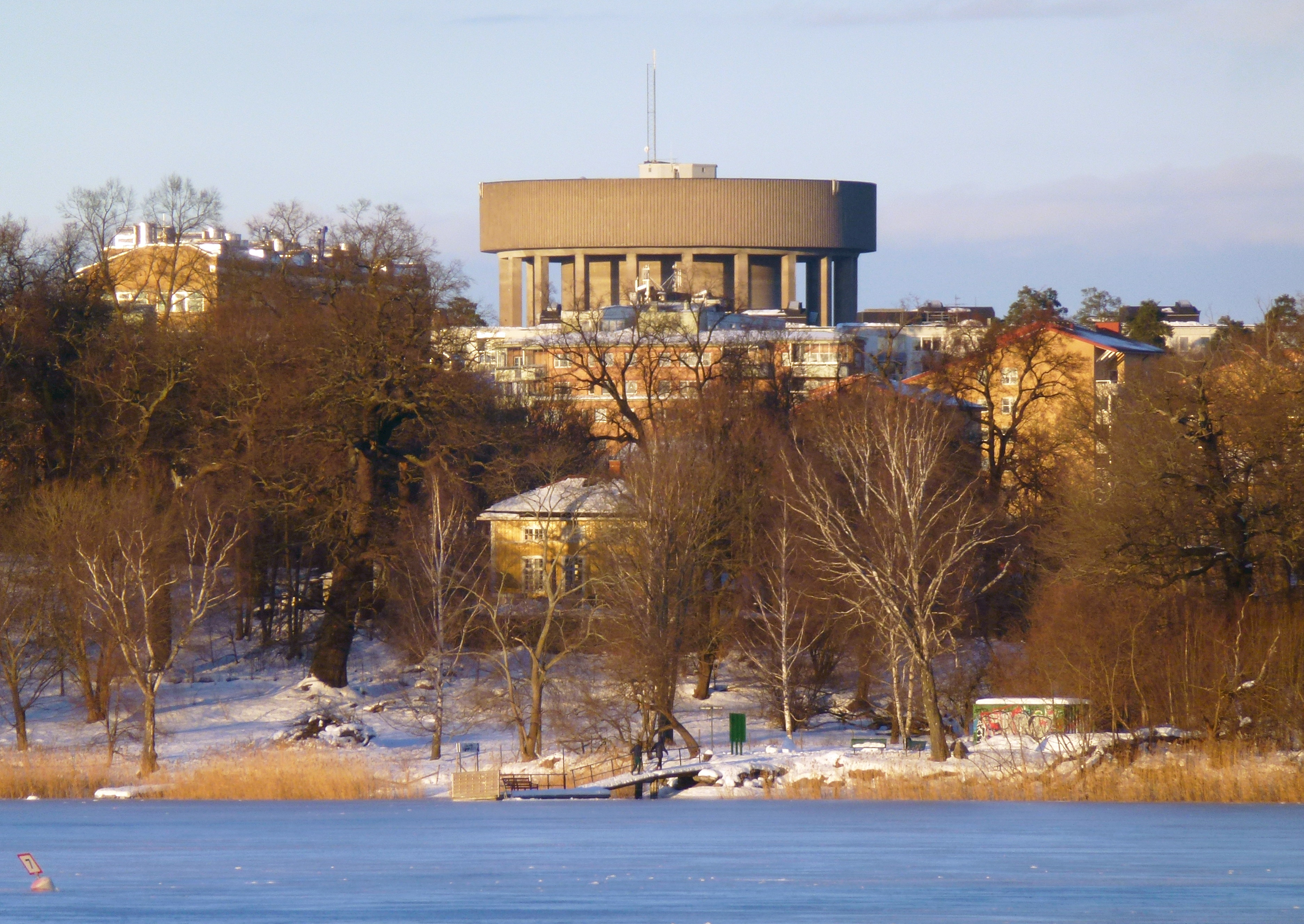
Bergshamra vattentorn, ett känt landmärke.

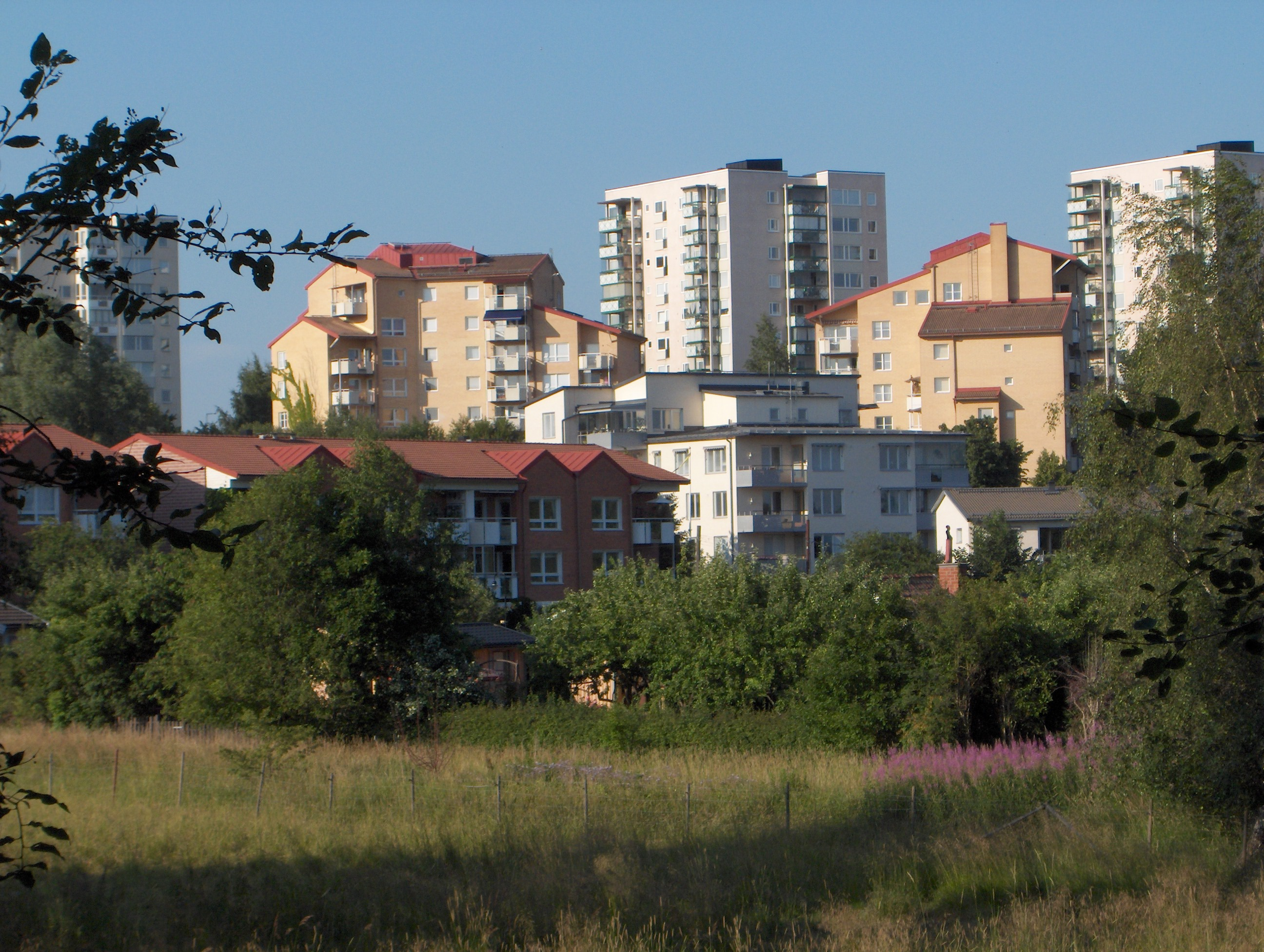
Bostadshus i södra Bergshamra.

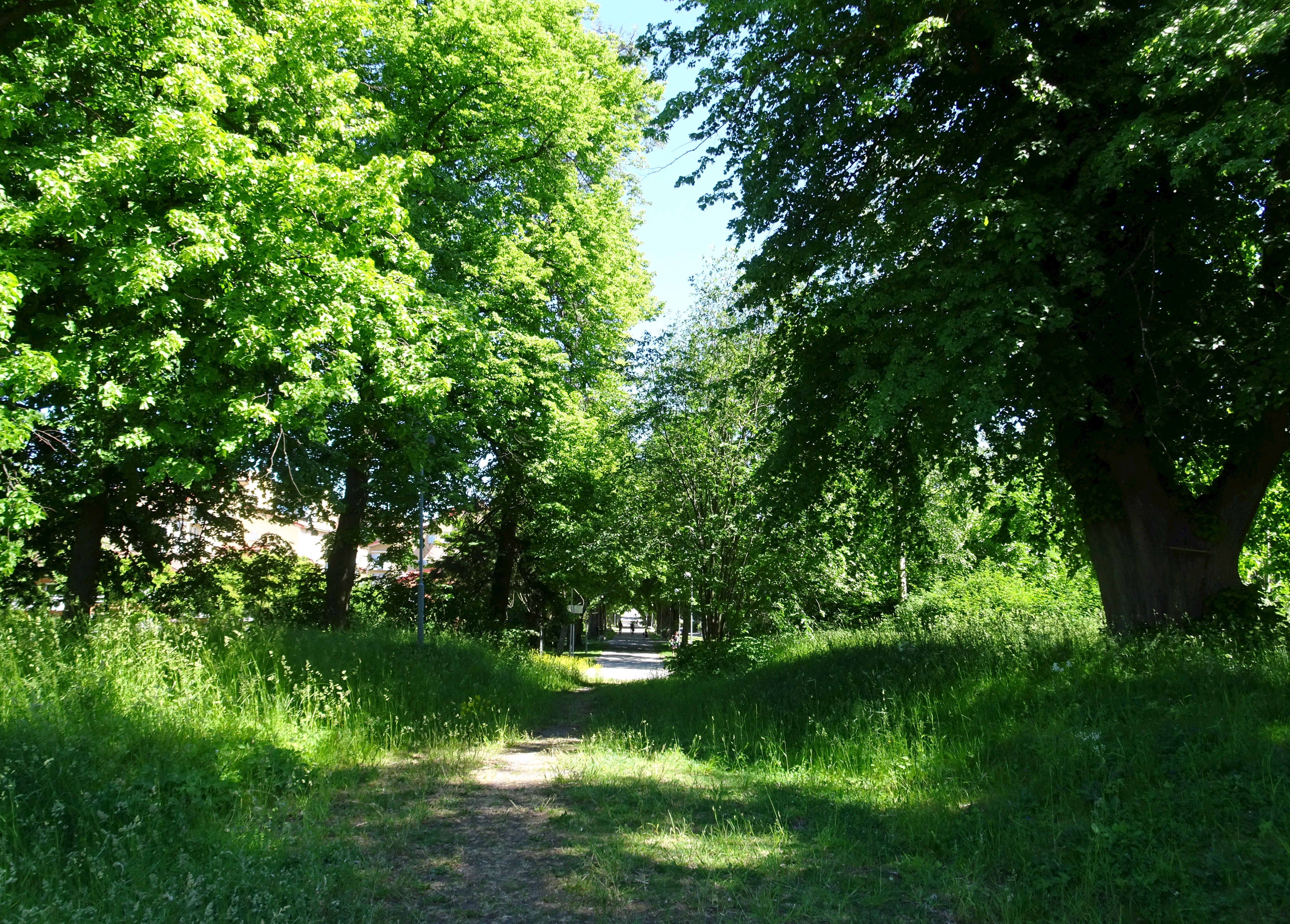
Bergshamra allé, vy österut, 2020.

År 1947 köpte Solna mark av staten i syfte att bygga en ny stadsdel i Bergshamra. De första husen som uppfördes var de s.k. stjärnhusen på Mårdstigen och Lostigen, som byggdes 1953–55 efter ritningar av arkitekterna Sven Backström och Leif Reinius, som vunnit en arkitekttävling. Bergshamra centrum på Björnstigen och Rådjursstigen uppfördes 1961–62 efter ytterligare en arkitekttävling som vanns av Georg Varhelyi. Stilen i centrum är ganska annorlunda från stjärnhusen som byggdes några år tidigare. Bergshamraskolan byggdes 1958–59, på mark som tillhörde gården Sveden, gårdens huvudbyggnad revs slutligen 1966. Bergshamra kyrka i betong, också av Georg Varhelyi, invigdes 1962. År 1966 började ett område, Kungshamra, bebyggas med studentbostäder på mark som upplåtits av kung Gustaf VI Adolf. År 1967, i samband med högertrafikomläggningen, öppnades Bergshamraleden, som påtagligt delar upp Bergshamra i en norra och en södra del, även om åtskilliga broar går över vägen.
Södra Bergshamra köptes av Solna kommun 1980 av staten och kolonistugeområdet revs och några flyttades längre söderut. Under 1980- och 1990-talet byggdes Södra Bergshamra ut. Där har såväl kontor som bostadshus byggts.
Den del av Bergshamra som ligger öster om Norrtäljevägen kallas Stocksundstorp. Här finns villor från många olika stilar och tidsåldrar. I det intilliggande området Sfären finns flerbostadshus.

### Utbyggnadsplaner

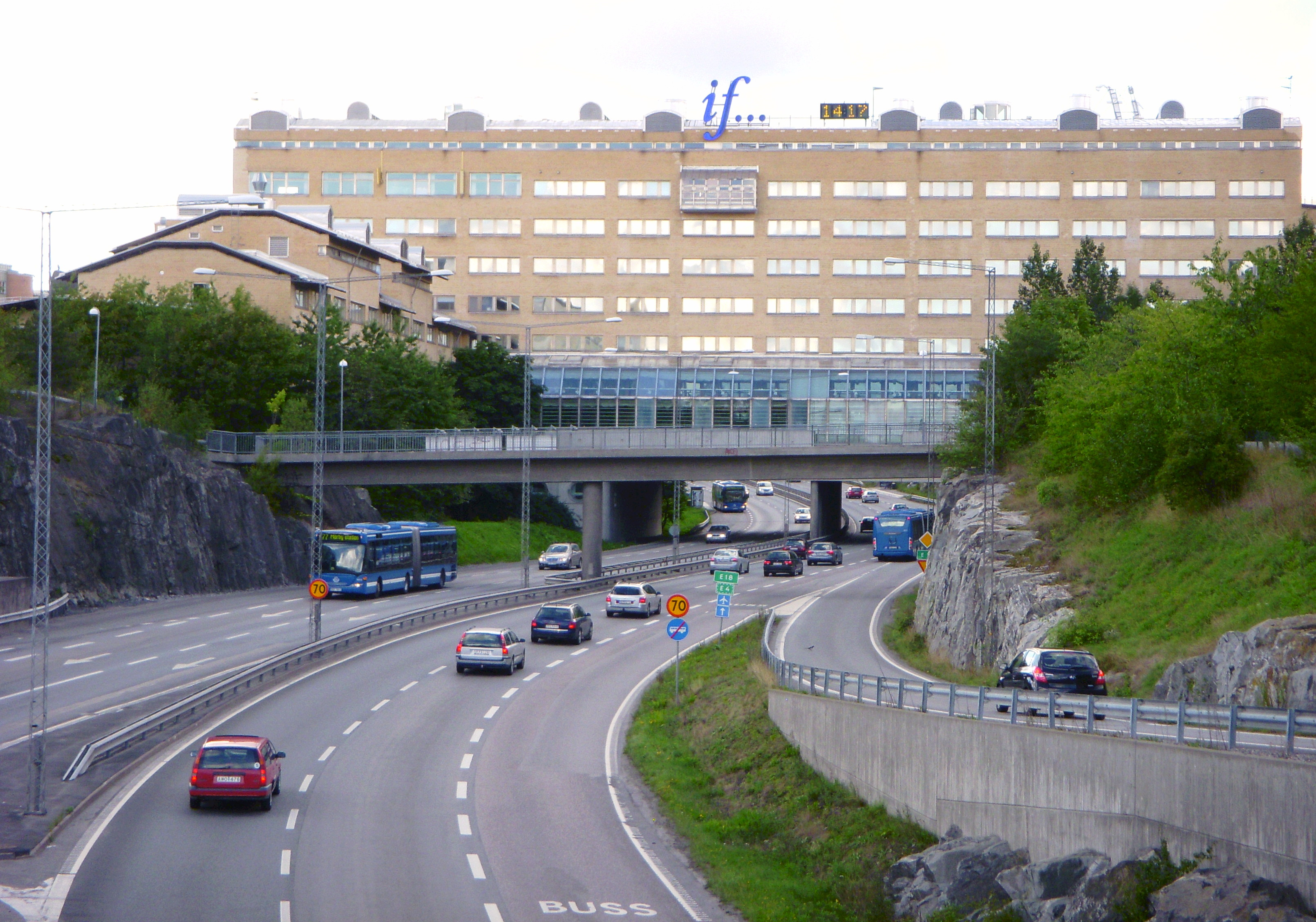
Bergshamra bro med If Skadeförsäkrings huvudkontor som sträcker sig över Bergshamraleden.

Norra och södra Bergshamra avskiljs av Bergshamraleden. Redan på 1970-talet planerades lägenheter att byggas i hus över vägen, men det blev istället försäkringsbolaget Skandia som i mitten av 1980-talet fick uppföra en byggnad som sträcker sig över vägen och som tillsammans med gång- och cykelväg ibland kallas Bergshamra bro. Idag har If sitt huvudkontor i byggnaden. 
Förslag och diskussioner om att överdäcka Bergshamraleden har förekommit under flera decennier, men på grund av alltför höga kostnader har någon överdäckning inte kommit till stånd. I augusti 2014 presenterade en konsultgrupp under Henrik Nerlund en utvecklingsstrategi för Bergshamra, beställd av Solna kommun, där man bland annat föreslog en överdäckning av en kortare sträcka öster om If-huset samt en allmän förtätning med bostadshus i Bergshamra. I mars 2015 behandlades förslaget av kommunstyrelsen, som skickade det vidare till byggnadsnämnden för att påbörja planarbete. I september 2015 beslutade byggnadsnämnden att programarbete skulle påbörjas för dels den partiella överdäckningen, dels en förtätning längs Björnstigen. Redan innan detta programarbetet avslutats har kommunstyrelsen träffat markanvisningsavtal med exploatörer om vissa områden i Bergshamra för fortsatt planläggning av bostadsbebyggelse. Kommunen har uppgivit att man räknar med att kunna förtäta Bergshamra med 1500 nya bostäder fram till år 2035, åtminstone om den tunnelbanelinjen från Arenastaden förlängs till Bergshamra. Hösten 2022 började ett nytt äldreboende vid Bergshamra torg att byggas.

### Bergshamra vattentorn
Vattentornet uppfördes 1951 nära Edsviken i området Sveden (därav även namnet Svedenreservoaren). Tornet är med sin höga placering och sitt karakteristiska utseende ett välkänt landmärke inom Bergshamra och sydvästra Danderyd. Den ursprungliga reservoarvolymen var på 2 400 m³, men utökades till totalt 10 000 m³ dricksvatten genom en om- och tillbyggnad. Den yttre reservoaren, som rymmer 7 500 m³, vilar på 20 betongpelare som är anordnade i en ring. Vattenytan ligger 37 meter över mark eller 69,15 meter över havet. Projektör var VBB.

## Demografi

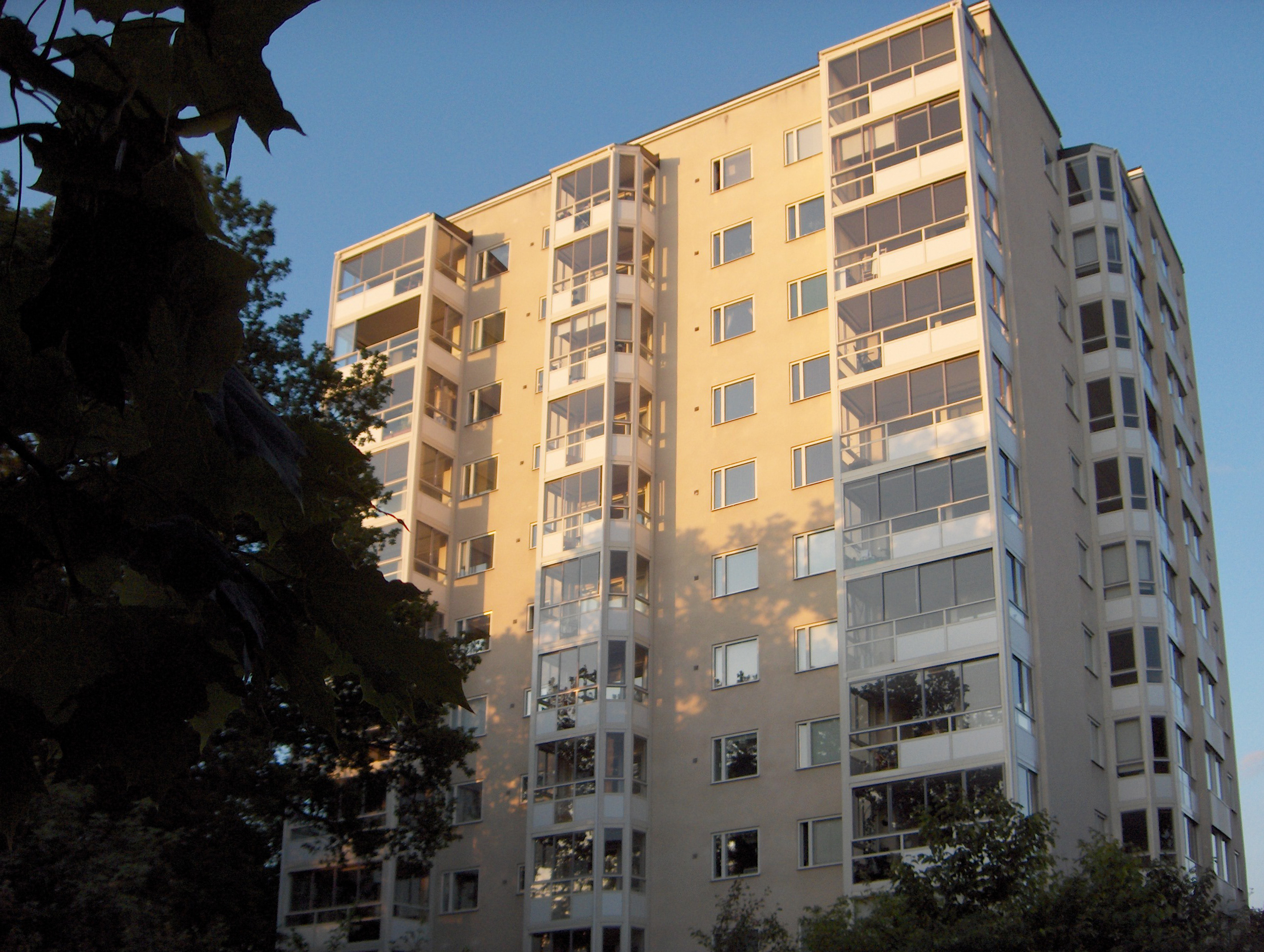
Bostadshus på Ripstigen i Bergshamra.

Bergshamra har 8 278 invånare (år 2013), vilket utgör 11,4 procent av Solna kommuns totala invånarantal. Folkmängden i Bergshamra har endast långsamt ökat under 2000-talets första decennium, till skillnad från Solna kommun som helhet, vars befolkning ökat kraftigt. Bergshamras långsamma ökning kan tillskrivas det faktum att det under många år byggts mycket få nya bostäder i stadsdelen. Det finns många studenter i Bergshamra eftersom studentbostadsområdet Kungshamra ligger där. Detta är en viktig förklaring till att andelen invånare i åldersspannet 20–30 år är större i Bergshamra än i Solna kommun som helhet. Andelen invånare i åldersspannet 30–50 år är däremot mindre i Bergshamra än i kommunen som helhet. Det senare anses bero på den låga andelen stora lägenheter i stadsdelen.
I Bergshamras befolkning har 38,8 procent utländsk bakgrund (är födda utomlands eller har bägge föräldrarna födda utomlands), att jämföra med 34,1 % i hela Solna kommun. Invånarna i Bergshamra har den genomsnittligt högsta utbildningsnivån bland Solna kommuns stadsdelar. Detta torde bero på den höga andelen studenter och den relativa närheten till stora akademiska arbetsplatser såsom Stockholms universitet och Kungliga Tekniska Högskolan.

### Partisympatier
Valdistriktet 34 Ulriksdal–Bergshamra inkluderar även stadsdelen Ulriksdal.
| Valdistrikt             | M    | C   | FP  | KD  | S    | V    | MP   | SD  | ÖVR | Antal röstberättigade | VDT  |
| 34 Ulriksdal–Bergshamra | 15   | 6,9 | 5,3 | 3,5 | 42,9 | 13,4 | 6,8  | 4,4 | 1,8 | 1 320                 | 84,1 |
| 32 Bergshamra N         | 19,2 | 4,9 | 5,9 | 3,1 | 40,3 | 13,4 | 4,1  | 6,9 | 2,1 | 1 254                 | 75,9 |
| 4 Bergshamra Ö          | 24,7 | 6,7 | 6,8 | 4,1 | 32,8 | 9,8  | 4,8  | 8,3 | 2,1 | 1 246                 | 78,9 |
| 33 Bergshamra S         | 22   | 6   | 7,4 | 3,6 | 37,7 | 9,8  | 7,2  | 4,7 | 1,8 | 1 387                 | 85,5 |
| 3 Kungshamra            | 14,4 | 9,6 | 7,9 | 2,3 | 29,4 | 22,1 | 20,2 | 2,2 | 1,8 | 1 636                 | 48,7 |
| Hela Bergshamra         | 19,1 | 6,8 | 6,7 | 3,3 | 36,6 | 13,7 | 8,6  | 5,3 | 1,9 | 6 843                 | 74,6 |

Källa:

## Bostäder
Bergshamra domineras av flerbostadshus. Det finns två villaområden, ett mindre, Bergshamra by och det betydligt större Stocksundstorp. De nuvarande flerbostadshusen i Bergshamra har byggts i ett flertal etapper från 1950-talet till 1990-talet, vilket innebär att stadsdelen utgör en exempelkarta på bostadsarkitektur från andra halvan av 1900-talet. Med undantag för vissa studentbostäder i Kungshamra, som uppfördes 2003–2005, är det senast byggda flerbostadshuset i Bergshamra ett punkthus på Bergshamra allé 1–3, som uppfördes 2000–2001. Totalt finns i Bergshamra 4 525 lägenheter, varav 55 % bostadsrätter, 12 % hyresrätter, 30 % studentlägenheter och 3 % vård- och omsorgsboenden. Om man bortser från de två sistnämnda kategorierna blir fördelningen 82 % bostadsrätter och 18 % hyresrätter.

### Bostadsrätter
Totalt finns ca 20 bostadsrättsföreningar i Bergshamra. De största föreningarna är Brf Bergshamra (395 lägenheter) och Brf Gravyren (308 lägenheter), båda i norra Bergshamra. Den nuvarande dominansen av bostadsrätter skapades framför allt då kommunägda fastigheter i södra Bergshamra såldes ut kring millennieskiftet. Även i norra Bergshamra var liknande då hyresgäster samverkade och köpte ut sig från hyresföretag. Innan dess hade alla lägenheter i norra (förutom centrumet och Kungshamra) och södra Bergshamra varit hyresrätter.

### Hyresrätter och studentlägenheter
Förutom enstaka hyresrätter i bostadsrättsföreningarnas hus finns två hyresvärdar med bestånd av vanliga hyresrätter i Bergshamra:
- Kommunägda stiftelsen Signalisten har 302 hyresrätter vid Bergshamra centrum, på gatorna Björnstigen och Rådjursstigen.[28]
- Stena Fastigheter har 232 hyresrätter i Sfären-området, på gatorna Himlabacken och Bockholmsvägen.[29]

Dessutom har SSSB 1370 studentlägenheter i Kungshamra.

## Bergshamra koloniområde
År 1917 köptes Bergshamra av staten och koloniträdgårdar anlades i områdets södra delar. En av förgrundsgestalterna och pionjärerna inom koloniträdgårdsrörelsen i Sverige, Anna Åbergsson, planerade tillsammans med arkitekt Einar Rudskog Bergshamra koloniområde (Åbergssons väg i Södra Bergshamra är uppkallad efter henne). Kolonistugorna är uppförda i nationalromantisk stil.

## Kommunikationer

### Tunnelbana
Bergshamra har en station på Stockholms tunnelbana som trafikeras av T-bana 2 (röda linjen) mellan Danderyds sjukhus och Universitetet. Avståndet från station Slussen är 8,8 kilometer. Restiden till T-centralen är 12 minuter.
Tunnelbanan från Odenplan till Solna station via Hagastaden skulle eventuellt kunna förlängas mot nordost till Danderyd och Täby. En sådan sträckning skulle kunna ge en station i Bergshamra. I en utredning publicerad i juni 2013 av Trafikförvaltningen vid Stockholms läns landsting utpekas dock Bergshamra endast som ”möjlig” men ej säker station vid en sträckning under Brunnsviken, då tunnelbanan enligt utredningen skulle behöva gå mycket djupt under Bergshamra. En spårförbindelse mellan de mer centrala delarna av Solna och Bergshamra har av Solna kommun utpekats som särskilt önskvärd, och inför fortsatta Sverigeförhandlingar har kommunen i oktober 2015 angivit att man förordrar en utbyggnad av tunnelbanan från Arenastaden mot Danderyd via Nya Ulriksdal och Bergshamra. Förslaget att dra linjen via Nya Ulriksdal ger en ganska annorlunda sträckning jämfört med den av Trafikförvaltningen vid Stockholms läns landsting studerade.

### Roslagsbanan
Roslagsbanan passerar genom Bergshamra men har ingen station där. 
Det har dock funnits en hållplats i Bergshamra, nämligen hållplats Ålkistan, som låg där nuvarande Norrtäljevägen korsar Roslagsbanan. 
Den närmaste stationen idag är Stocksunds station i Danderyd men många tåg åker förbi och stannar först vid Mörby station (nära Danderyds Sjukhus) resp. Universitetet (nära Universitetet).

### Bussar
Ett stort antal busslinjer trafikerar Bergshamra, antingen genom att passera Bergshamra centrum på Björnstigen, eller genom att passera Bergshamra bro på Bergshamraleden. Med buss kan man således åka direkt från Bergshamra till bland annat Frösunda, Ulriksdals Wärdshus, Universitetet, Solna station, Solna centrum, Ulriksdals station, Helenelunds station, Kista centrum, Akalla, Brommaplan, Ekerö centrum, Jakobsbergs station, Sundbybergs torg, Tensta, Rinkeby, Solna strand, Gribbylunds centrum, Karolinska sjukhuset.

## Idrott och föreningsliv
I den norra delen av Bergshamra ligger Bergshamra IP, numera ibland skyltad som Bergshamra Arena. Idrottsplatsen består av två fotbollsplaner (en sjumannaplan och en elvamannaplan i konstgräs), två tennisbanor, fyra basketkorgar och en löpbana. Det finns även en byggnad innehållande omklädningsrum och förråd. Idrottsplatsen är hem åt IFK Bergshamra (fotboll), Solna Chiefs (amerikansk fotboll) och STU Northside Bulls (amerikansk fotboll). Klubbarna Vasalunds IF, AIK och IFK Bergshamra bedriver ungdomsverksamhet på idrottsplatsen.
IFK Bergshamra är den största föreningen i Bergshamra med ca 200 medlemmar.
Invid Bergshamra IP vid Sveden finns ett utomhusbad öppet på sommaren, Svedenbadet.
Det familjeägda företaget BabyBjörn, som bl.a. tillverkar bärselar och andra barnprodukter, grundades i Bergshamra. Företaget hade under en tid även kontor i sydöstra Bergshamra, i en tegelbyggnad vid Bergshamra by,

## Skolor
- Bergshamraskolan ligger på Hjortstigen och är en kommunal grundskola, med samtliga årskurser F–6. Skolan har ca 420 elever. Skolan hade fram till höstterminen 2021 ett högstadium.[34]
- Svedenskolan, som är en fristående skola, ligger invid Bergshamraskolan (lokalen var tidigare Bergshamraskolans högstadium) och erbjuder årskurs 1–5 för barn med autism och autismliknande tillstånd.[35]
- Ingridskolan, som också ligger invid Bergshamraskolan (lokalerna tillhörande från början Bergshamraskolan), erbjuder grundskola och gymnasium för elever med Aspergers syndrom.[36]

## Strandpromenad i Bergshamra

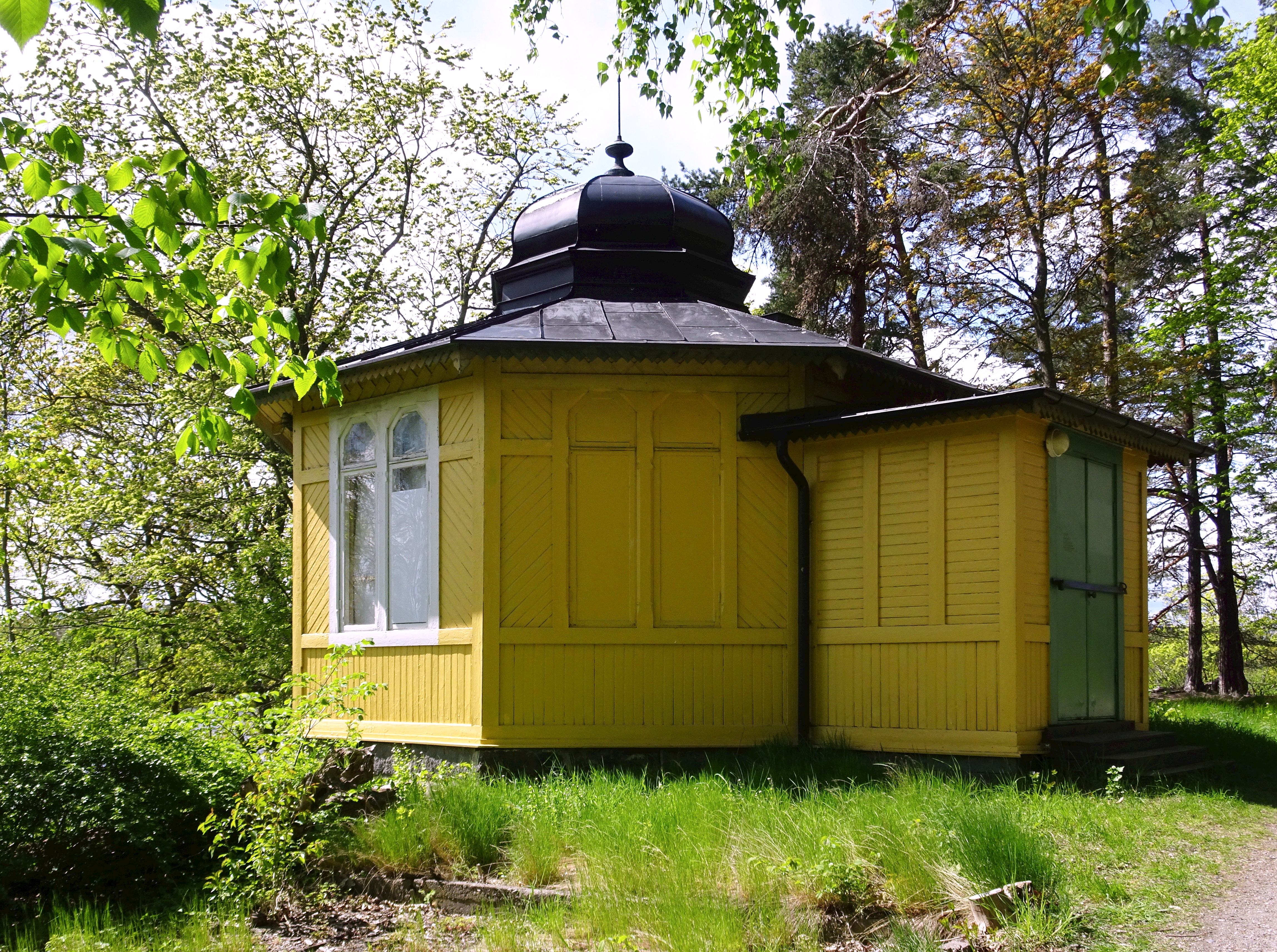
Lusthuset Monte Carlo, som grosshandlare Lundström lät bygga på 1890-talet.

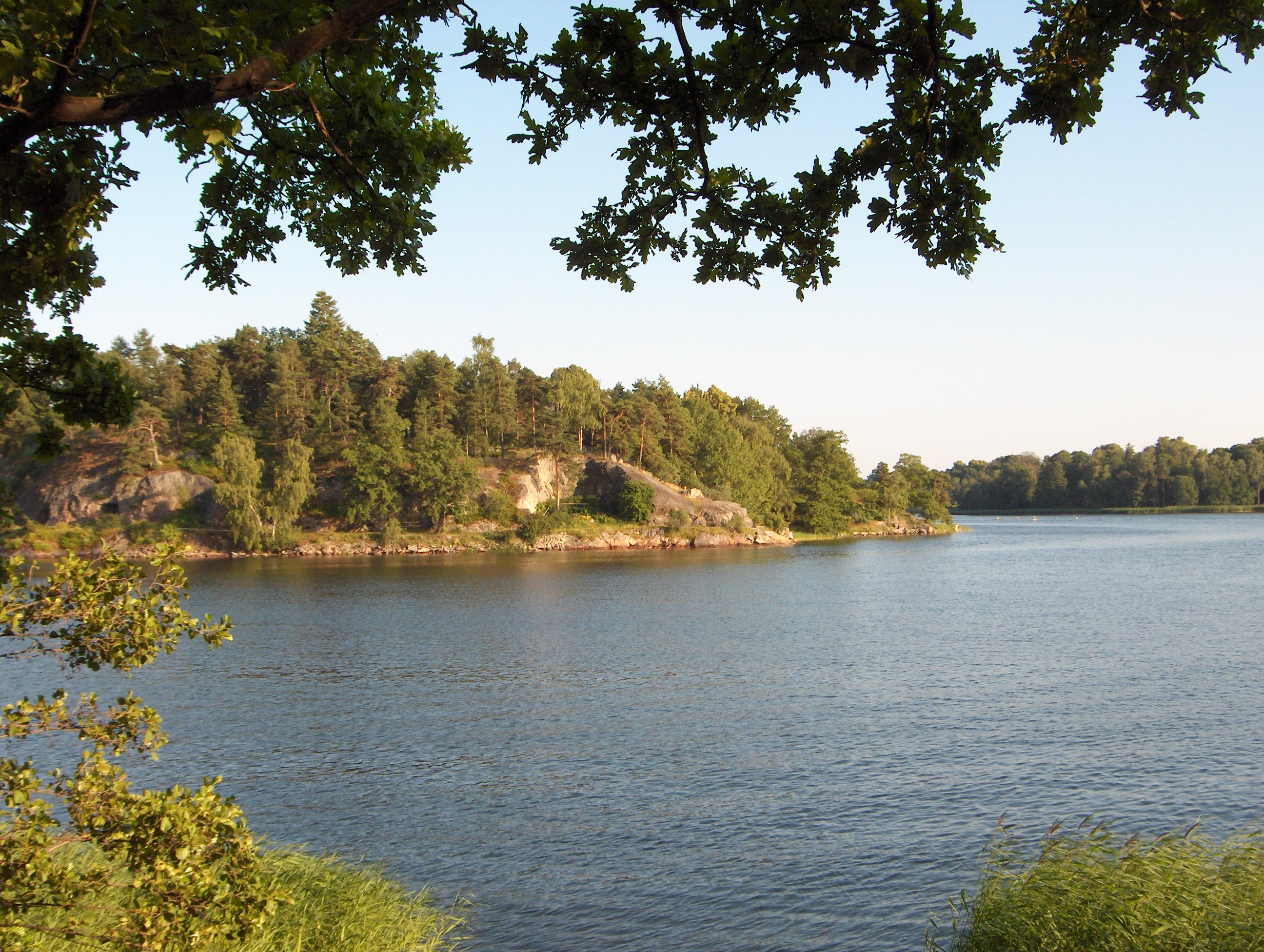
Utsikt över Brunnsviken från Tivoli i södra Bergshamra.

Bergshamra ligger nära vatten, nämligen Brunnsviken och Stocksundet (viken heter Edsviken). Här finns många kulturminnen:
- Monte Carlo – grosshandlare K.G. Lundströms påkostade lusthus
- Övre Karlsro, eller Carl Malmstens hus, tidigare sommarvilla
- Bergshamra by, ett kulturhistoriskt värdefullt villaområde vid Pipers väg, här återfinns bland annat Övre Karlsro.
- Pipers park och Tivoliparken
- Kraus grav – här är den tyskfödde tonsättaren Joseph Martin Kraus begraven
- Tivolipaviljongen – musikpaviljongen i Tivoliparken
- Ålkistekanalen – förbindelsen mellan Brunnsviken och Lilla Värtan
- Bockholmen – stigar leder runt ön och klipporna används för solbad
- Stocksundstorp, ett kulturhistoriskt viktigt område med villor i varierande arkitektur
- Svedenparken – en kuperad terräng med parklek, idrottsplats, friluftsbad, kanotuthyrning och motionsspår
- Ulriksdals slott byggt 1638–1645 av Jakob De la Gardie, sammanfaller med strandpromenaden.